# Фокидская митрополия
Фокидская митрополия (греч. Μητρόπολης Φωκίδας) — епархия Элладской православной церкви с кафедрой в городе Амфисса в Греции. До 25 июля 1922 года епархиальные архиереи носили титул епископов.
В епархии насчитывается 109 приходских храмов и 76 клириков, действуют три мужских монастыря и четыре женских, из которых самый крупный — Парнассидос, в честь св. пророка Илии, где проживают 14 монахинь. 
Выходит периодическое издание «Εκκλησιαστικόν Βήμα».

## Епископы
- Давид (Молохадис) (10 июля 1855 — 17 февраля 1887)
- Амвросий (Цапос) (8 июля 1901 — 3 октября 1917)
- Амвросий (Цапос) (16 ноября 1920 — 3 декабря 1922)
- Амвросий (Цапос) (2 января 1923 — 27 января 1928)
- Иоаким (Алексопулос) (6 ноября 1930 — 5 сентября 1935)
- Афанасий (Парисис) (22 марта 1936 — 11 ноября 1966)
- Хризостом (Венетопулос) (1 июня 1967 — 1 февраля 1986)
- Афинагор (Закопулос) (28 сентября 1986 — 18 марта 2014)
- Феоктист (Клукинас) (с 25 июня 2014)

## Монастыри
- Варнакова (женский)[1]
- Профитис-Илиас[греч.][2][3] (женский)